# Белякова, Нина Семёновна
Нина Семёновна Белякова (1916, Астраханская губерния — 2002) — советский врач-терапевт Астраханской городской поликлиники. Герой Социалистического Труда (1971).

## Биография
Родилась в 1916 году в городе Астрахань Астраханской губернии. С 1940 по 1944 годы проходила обучение в Астраханском медицинском институте. С 1944 по 1945 годы служила в рядах Рабоче-Крестьянской Красной армии. С 1944 года была участницей Великой Отечественной войны в составе 393-го гвардейского самоходного артиллерийского полка 12-го гвардейского танкового корпуса 2-й гвардейской танковой армии — гвардии старший лейтенант в должности врача. Воевала на 1-м Белорусском фронте. За участие в войне была награждена орденом Отечественной войны 2-й степени и медалями «За боевые заслуги» и «За взятие Берлина».
С 1946 года после демобилизации из рядов Советской армии работала участковым врачом-терапевтом Астраханской городской больницы № 2. Благодаря стараниям Н. С. Беляковой на её участке была самая низкая заболеваемость. При лечении больных сочетала применение новейшие медикаментов с лечебной физкультурой и бальнеологическими и физиотерапевтическими процедурами. При диспансерном наблюдении за своими пациентами Н. С. Белякова проводила и профилактические прививки для профилактики различных заболеваний.
11 февраля 1961 года Указом Президиума Верховного Совета СССР «За высокие трудовые достижения в 1961 году» Нина Семёновна Белякова была награждена Орденом «Знак Почёта».
2 июля 1971 года Указом Президиума Верховного Совета СССР «за большие заслуги в развитии советского здравоохранения и медицинской науки» Нина Семёновна Белякова была удостоена звания Героя Социалистического Труда с вручением Ордена Ленина и золотой медали «Серп и Молот».
После выхода на заслуженный отдых проживала в посёлке Кузьмоловский Всеволожского района Ленинградской области.
Умерла в 2002 году.

## Награды
- Медаль «Серп и Молот» (20.07.1971)
- Орден Ленина (20.07.1971)
- Орден Отечественной войны 2-й степени (11.03.1985)
- Орден «Знак Почёта» (11.02.1961)
- Медаль «За боевые заслуги» (18.06.1945)
- Медаль «За взятие Берлина»

## Дополнительные источники
- Кузьмин М. К. 134. Белякова Нина Семёновна // Учёные-медики — Герои Социалистического Труда. — М.: Медицина, 1988. — С. 176—177. — 200 с. — ISBN 5-225-00135-1.
- Жуков Николай Сергеевич. Они ковали Победу. Доброе имя (Белякова Нина Семеновна). Кузьмолово.ру (8 мая 2013). Дата обращения: 2 июля 2023.